# Взьонхово-Велике
Взьонхово-Велике (пол. Wziąchowo Wielkie) — село в Польщі, у гміні Мілич Мілицького повіту Нижньосілезького воєводства.
Населення — 290 осіб (2011).
У 1975-1998 роках село належало до Вроцлавського воєводства.

## Демографія
Демографічна структура станом на 31 березня 2011 року:
|          | Загалом | Допрацездатний вік | Працездатний вік | Постпрацездатний вік |
| -------- | ------- | ------------------ | ---------------- | -------------------- |
| Чоловіки | 144     | 35                 | 105              | 4                    |
| Жінки    | 146     | 29                 | 87               | 30                   |
| Разом    | 290     | 64                 | 192              | 34                   |